# 深澳漁港
深澳漁港 （しんおうぎょこう、拼音: Shēn'ào Yúgǎng）は、台湾新北市瑞芳区に存在する漁港である。   

## 施設
金瓜石鉱山や九份が見られる遊歩道が整備されている。 